# Erfjord
Erfjord is een klein dorp in de gemeente Suldal in de provincie Rogaland in Noorwegen. Tot 1965 was het een zelfstandige gemeente. Het dorp nog wel een zelfstandige parochie binnen de Noorse kerk. Het kerkgebouw in het gehucht Halandsosen dateert uit 1877 en biedt plaats aan 180 mensen.